# 전현우 (농구 선수)
전현우(1996년 6월 3일 ~ )는 대한민국의 농구 선수이자, 대구 한국가스공사 페가수스 소속의 농구 선수이다.

## 선수경력

### 아마추어 시절
고려대학교시절 1,2학년때는 쟁쟁한 선배들에 밀려 백업으로 출장하였지만, 3학년이 되어서는 주전으로 출장하기 시작하였다. 4학년이 되어서는 주장을 맡으면서 활약하기도 하였다. 하지만 후반기에 가서 부상을 당하면서 연세대학교와의 챔피언결정전에 나오지 못하였다.

### 인천 전자랜드 엘리펀츠시절
2018-2019시즌 신인드래프트에서 1라운드 6순위 전체 6순위로 인천 전자랜드 엘리펀츠에 지명되었다. 당초 로터리픽 후보였으나 4학년때 부상과 부진으로 인해 평가가 내려가면서 6순위에서야 지명되었다.

## 출신학교
- 울산 송정초등학교
- 화봉중학교
- 무룡고등학교
- 고려대학교 15학번

## 수상내역
2022 2021-2022 KGC인삼공사 정관장 프로농구 식스맨상
2018 KUSF 대학농구 U리그 정규리그 MVP
2018 제34회 MBC배 전국대학농구대회 MVP
2014 연맹회장기 전국남녀중고농구대회 남고부 MVP
2014 연맹회장기 전국남녀중고농구대회 남고부 수비상
2013 제43회 추계전국남녀중고농구연맹전 남고부 득점상
2013 제37회 협회장기 전국남녀중고농구대회 남고부 수비상
2013 제37회 협회장기 전국남녀중고농구대회 남고부 득점상
2012 연맹회장기 전국남녀중고농구대회 남고부 수비상
2011 제66회 전국남녀종별농구선수권대회 남중부 MVP